# Джуніор Альберт
Джуніор Альберт (англ. Junior Albert; нар. 25 липня 1994, Соломонові Острови) — футболіст з Соломонових Островів, захисник клубу «Косса».

## Клубна кар'єра
Джуніор Альберт народився 25 липня 1994 року.
У 2011 року підписав контракт з клубом «Косса», у складі якого наразі й виступає.

## Кар'єра в збірній
Джуніор Альберт у 2014 році викликався до юнацької збірної Соломонових Островів U-17, у футболці якої зіграв 5 матчів та відзначився 1 голом.
У 2016 році був викликаний до табору національної збірної Соломонових Островів для участі в двох товариських поєдинках проти Нової Каледонії. 8 жовтня 2016 року дебютував за національну збірну у програному (0:2) другому товариському поєдинку проти тієї ж збірної Нової Каледонії.